# Monte Subasio
Monte Subasio je hora v Apeninách, ve střední Itálii. Nachází se v Umbrii, v Perugijské provincii. Na jejím úpatí leží stará města Assisi a Spello. Vrchol hory dosahuje nadmořské výšky 1290 metrů. U hory působil svatý František z Assisi a své dětství zde strávily svatá Klára a její sestra svatá Anežka.
Růžově zbarvený kámen pocházející z hory byl použit na mnohé františkánské stavby, které tvoří soubor světového dědictví v Assisi. Oblast Monte Subasia je součástí přírodního parku Parco del Monte Subasio.